# Anhydrophryne ngongoniensis
Anhydrophryne ngongoniensis é uma espécie de anfíbio da família Petropedetidae. É endémica da África do Sul.
Os seus habitats naturais são florestas temperadas, campos de gramíneas de clima temperado e rios. Está ameaçada por perda de habitat.